# Werschau
Werschau ist der nach Einwohnerzahl kleinste von drei Ortsteilen der Gemeinde Brechen im mittelhessischen Landkreis Limburg-Weilburg.

## Geographische Lage
Der alte Ortskern liegt rechts des Wörsbachs auf einer hochwasserfreien Anhöhe in Ufernähe. Am Nordrand des Orts verlaufen die A3 und die ICE-Strecke Frankfurt-Köln. Die Gemarkung weist nur ein kleines Waldstück am nordöstlichen Ortsrand auf und ist ansonsten von landwirtschaftlicher Nutzfläche und einer großen Kiesgrube westlich des Orts geprägt. Die Siedlung selbst liegt auf 140 Metern Höhe. Zum Südwesten hin steigt die nur sanft hügelige Landschaft auf bis 200 Meter an.
Die Werschauer Gemarkung grenzt im Norden an Niederbrechen, im Osten an Oberbrechen und von Süd nach West an die Hünfeldener Ortsteile Dauborn, Neesbach und Nauheim.

## Geschichte

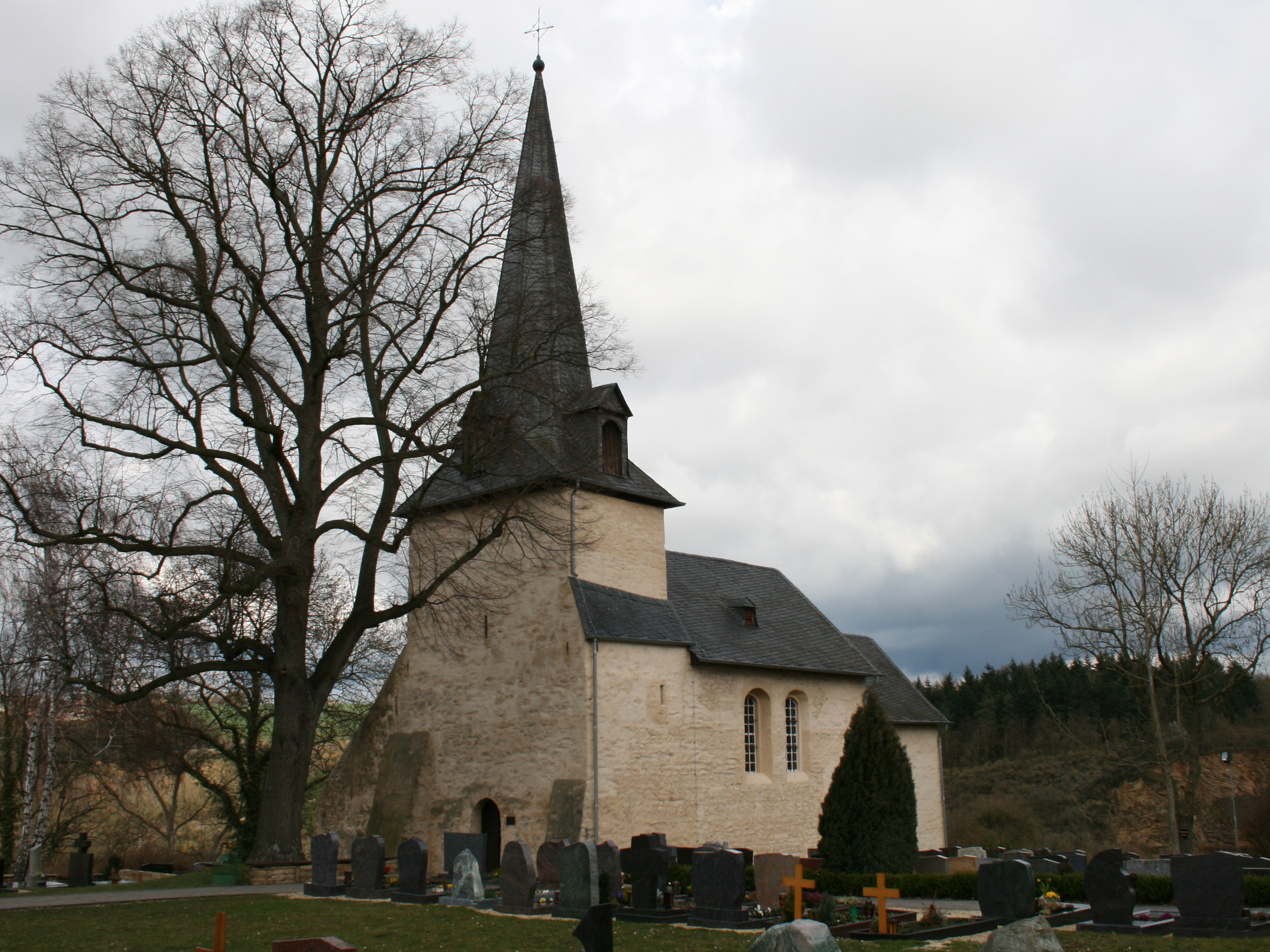
Berger Kirche, von Süden gesehen

### Ortsgeschichte
Die ältesten Spuren für die Anwesenheit von Menschen in der Gemarkung wurden im Jahr 1953 auf der Anhöhe zwischen Werschau und Oberbrechen, westlich der Autobahn, entdeckt. Es handelte sich um drei Tongefäße, die der Michelsberger Kultur aus der Jungsteinzeit zugeordnet werden. Rund 400 Meter von diesem Fundort entfernt traten im Jahr 1959 Überreste einer dauerhaften Siedlung der Hallstattkultur aus der Zeit um 800 vor Christus zutage. Wichtig für die Gründung des Orts könnte die an der heutigen Gemarkungsgrenze entlang führende Via Publica zwischen Köln und Frankfurt gewesen sein. Im Spätmittelalter verlagerte sich der Verkehr von der alten Hochstraße in die Auen des Emsbaches und damit von Werschau weg und näher an Ober- und Niederbrechen heran. Die heutige Nauheimer Straße im Ort ist ebenfalls ein alter Verkehrsweg und stellt vermutlich einen Zubringer zur Via Publica aus Richtung der Hühnerstraße, des Aartals und von Diez her dar. Rund 100 Jahre nach der Landstraße im Emsbach wurde 1882 auch die Chaussee von Niederbrechen über Werschau nach Dauborn und kurz darauf der Abzweig nach Nauheim gepflastert, wodurch der Ort unmittelbar an das Fernstraßennetz angeschlossen war.
Im Jahr 1235 wurde Werschau bekanntermaßen erstmals urkundlich erwähnt. Der Ortsname geht auf die Bezeichnung „Au am Wörsbach“ zurück. Spätestens 1359 bestand eine Ortsbefestigung aus Zäunen und Hecken. Diese Einfriedung wies eine Pforte auf, an der von der Grafschaft Diez, möglicherweise bis ins 16. Jahrhundert hinein auch von Nassau, Zoll erhoben wurde. Nach dem Ausbau der Straße in Richtung Nauheim entstanden von 1884 an die ersten Gebäude links des Wörsbachs.
An Werschau grenzte der Ort Bergen, der im Spätmittelalter zur Wüstung wurde. Während die landwirtschaftlichen Flächen an Niederbrechen fielen, gingen die dem Heiligen Georg geweihte Kirche und der Friedhof von Bergen an Werschau. Der Friedhof wurde damit zum Haupt-Bestattungsort der Werschauer. Die Berger Kirche wurde 910 erstmals urkundlich erwähnt. Sie gilt damit als eine der ältesten Kirchenbauten der Region. Bis 1571 blieb sie die Pfarrkirche für Werschau.
Für das Jahr 1439 wird erstmals eine Kirche im Ort Werschau selbst unter dem Patrozinium des Heiligen Antonius erwähnt, die ab 1657 als Filialkapelle von Niederbrechen geführt wurde. Im Jahr 1696 wurde eine der Heiligen Barbara geweihte Kapelle errichtet, die später ebenfalls an das Georgspatrozinium überging und 1744 sowie 1972 erweitert wurde. 1711 erhielt Werschau erstmals eine eigene Pfarrei.

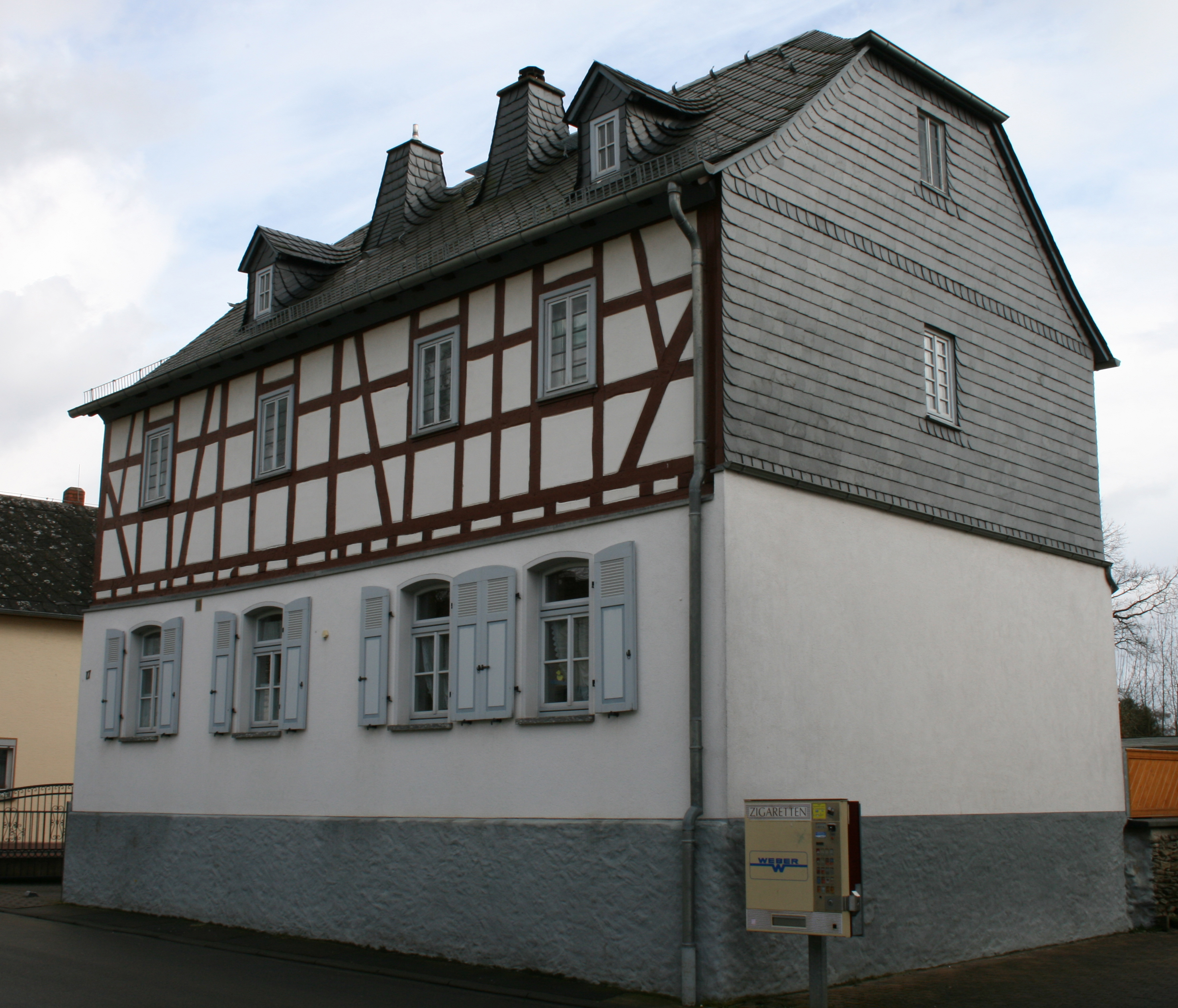
Alte Schule

Zwischen 1684 und 1694 entstand eine eigene Schule, 1884 ein neues Schulgebäude. Nach der Erweiterung 1951 wurde der Schulbetrieb 1969 eingestellt, weil sämtliche Kinder wieder nach Niederbrechen zur Schule gingen. Im Jahr 1972 wurde der Altbau abgerissen und im Anbau ein Kindergarten eröffnet.
Die ersten Anordnungen der Verhütung eines Brandes im Zusammenhang mit häuslichen Feuerstätten in Textform im Kurfürstentum Trier vom 9. Mai 1721 führten auch in Werschau zu erheblichen Verbesserungen der Bauweise der Gebäude.
Im Ersten Weltkrieg fielen zwölf Soldaten aus Werschau, im Zweiten 29 Männer. Am 27. März 1945 erreichten amerikanische Truppen den Ort. Es kam zu einem Gefecht an der Autobahn, bei dem drei Scheunen im Ort in Brand geschossen wurden. In den folgenden Jahren siedelten sich rund 160 Heimatvertriebene in Werschau an. In den folgenden Jahrzehnten wurde der Ort vor allem nach Westen und Süden erweitert. Die älteren Ortsstraßen wurden 1949 und 1961 asphaltiert. 1950 erfolgte die Befestigung des Wörsbachufers in der Ortslage. Sechs Jahre später erhielt der Ort ein Trinkwassernetz. Das Dorfgemeinschaftshaus war 1968 fertiggestellt.

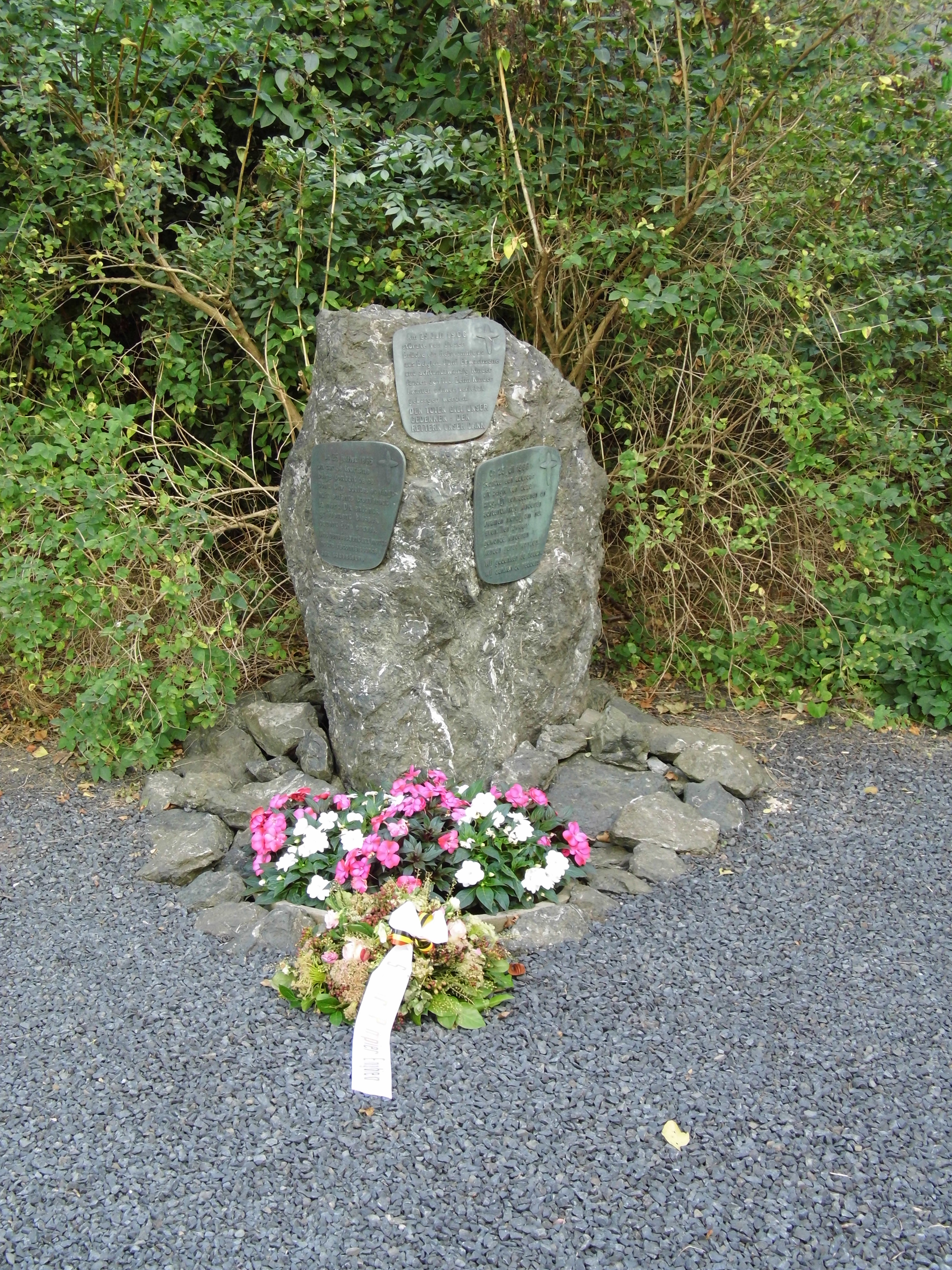
Gedenkstein Busunglück 1966

Am 25. Juli 1966 war Werschau Schauplatz eines Verkehrsunfalls, der in ganz Europa Aufmerksamkeit erlangte. Ein belgischer Bus kam auf der A3 von der Spur ab und stürzte von der Autobahnbrücke nahe Werschau in die Tiefe. 33 Insassen, darunter 29 Schulkinder, starben. Ein dreisprachiger Gedenkstein an der Unfallstelle und eine Tafel am Rathaus erinnern an den schwersten Verkehrsunfall in Deutschland 1966.
Hessische Gebietsreform (1970–1977)
Zum 31. Dezember 1971 fusionierten bis dahin selbstständigen Gemeinden Niederbrechen und Werschau im Zuge der Gebietsreform in Hessen freiwillig zur neuen Gemeinde Brechen. Oberbrechen kam am 1. April 1974 kraft Landesgesetz hinzu.
Ortsbezirke nach der Hessischen Gemeindeordnung wurden nicht errichtet.
Seit der Gebietsreform
Seit 1976 verbindet eine Partnerschaft Werschau und den französischen Ort Courcy in der Champagne.
Im Juni 2012 steigerte sich für fünf Tage die Zahl der Bewohner Werschaus auf mehr als das Doppelte. Die Werschauer Feuerwehr richtete unter der Schirmherrschaft des Kreisfeuerwehrverbandsvorsitzenden Franz-Josef Sehr ihr erstmals das große Kreisjugendfeuerwehrzeltlager der Kreisjugendfeuerwehr Limburg-Weilburg aus, zu der 1.000 Teilnehmer anreisten. Dies war ein wesentlicher Grund, dass sie vom Hessischen Ministerium des Innern und für Sport als Feuerwehr des Monats ausgezeichnet wurde.
Zu den denkmalgeschützten Gebäuden des Ortes siehe die Liste der Kulturdenkmäler in Werschau.

### Die von Werschau
Eine eigene niederadlige Familie von Werschau ist erstmals für 1258 im Gefolge des Hauses Limburg nachgewiesen und auch sonst mehrfach in Diensten der Limburger und des mit ihnen verwandten Hauses Isenburg genannt. In weiteren Dokumenten taucht dieses Haus als „Roiß oder Roist von Werse“ auf. Die Familie verfügte über ein Festes Haus im Ort oder in der Gemarkung und vermutlich über die Werschauer Mühle. Ihr Wappen zeigte in Silber zwei schwarze Schrägbalken, auf dem Helm einen gekrönten silbernen Schwanenkopf zwischen einem mit den schwarzen Schrägbalken belegten silbernen Flug. Im 15. Jahrhundert wanderte die Familie an die untere Sieg ab und verkaufte ihren Besitz in der Werschauer Umgebung. Bereits im späten 15., besonders aber im frühen 17. Jahrhundert sind Mitglieder der Familie in kurkölnischen Diensten nachgewiesen. Ein weiterer Zweig der Familie ist in dieser Zeit in Lorch und Kamp am Mittelrhein verbürgt. Im Jahr 1731 starben die von Werschau mit Max Henrich Freiherr Rost von Werst, Herr zu Kuchenheim bei Euskirchen, im Mannesstamm aus.

### Herrschaftsgeschichte
Im Hochmittelalter gehörte Werschau zur Grafschaft Diez. Seit dem frühen 14. Jahrhundert wurden im Rahmen des Niedergangs des Hauses Diez Rechte und Teile der Landesherrschaft über Werschau an das Haus Limburg und an das Erzbistum Trier verpfändet. Spätestens 1420 hatte Kurtrier die Landesherrschaft über Werschau vollständig an sich gezogen. Diese wurde aber bald schon an verschiedene Territorialherren verpfändet. So besaß die Landgrafschaft Hessen von 1436 bis 1624 die Hälfte des Orts.
Ab 1336 sind für Werschau Schultheißen (auch für Oberbrechen zuständig) nachgewiesen, 1557 Heimberger und ab 1599 Bürgermeister, Letztere mit meist zwei gleichzeitigen Amtsinhabern.
Die niedere Gerichtsbarkeit in Werschau lässt sich erstmals für 1311 dem Kirchspielgericht im benachbarten Nauheim zuordnen. 1355 wechselte die Gerichtsbarkeit für die Ortslage innerhalb der Bannzäune nach Kirberg, für die restliche Gemarkung nach Dauborn. Auch die Gerichtshoheit ging bis zum frühen 15. Jahrhundert teilweise über die Herren von Limburg ganz an Kurtrier über. Zunächst war das inzwischen ebenfalls kurtrierische Limburg Gerichtssitz, von 1726 bis 1806 schließlich das neu geschaffene Gericht Niederbrechen.
1802 fiel Werschau durch die Säkularisation von Kurtrier an Nassau-Weilburg und damit 1806 an das neue Herzogtum Nassau.
Am 31. Dezember 1971 wurde Werschau als Ortsteil der neu gegründeten Gemeinde Brechen eingegliedert.
Die folgende Liste zeigt die Staaten und Verwaltungseinheiten, denen Werschau angehört(e):
- vor 1803: Heiliges Römisches Reich, Kurfürstentum Trier, Unteres Erzstift, Amt Limburg, Gericht Niederbrechen
- ab 1803: Heiliges Römisches Reich, Fürstentum Nassau-Weilburg,[Anm. 2] Amt Limburg
- ab 1806: Herzogtum Nassau,[Anm. 3] Amt Limburg
- ab 1849: Herzogtum Nassau, Kreisamt Limburg[Anm. 4]
- ab 1854: Herzogtum Nassau, Amt Limburg
- ab 1867: Königreich Preußen,[Anm. 5] Provinz Hessen-Nassau, Regierungsbezirk Wiesbaden, Unterlahnkreis[Anm. 6]
- ab 1886: Deutsches Reich, Königreich Preußen, Provinz Hessen-Nassau, Regierungsbezirk Wiesbaden, Kreis Limburg
- ab 1918: Deutsches Reich, Freistaat Preußen, Provinz Hessen-Nassau, Regierungsbezirk Wiesbaden, Kreis Limburg
- ab 1945: Deutsches Reich, Amerikanische Besatzungszone,[Anm. 7] Groß-Hessen, Regierungsbezirk Wiesbaden, Kreis Limburg
- ab 1946: Deutsches Reich, Amerikanische Besatzungszone, Hessen, Regierungsbezirk Wiesbaden, Kreis Limburg
- ab 1949: Bundesrepublik Deutschland, Hessen, Regierungsbezirk Wiesbaden, Kreis Limburg
- ab 1968: Bundesrepublik Deutschland, Hessen, Regierungsbezirk Darmstadt, Kreis Limburg
- ab 1972: Bundesrepublik Deutschland, Hessen, Regierungsbezirk Darmstadt, Kreis Limburg, Gemeinde Brechen
- ab 1974: Bundesrepublik Deutschland, Hessen, Regierungsbezirk Darmstadt, Landkreis Limburg-Weilburg, Gemeinde Brechen
- ab 1981: Bundesrepublik Deutschland, Hessen, Regierungsbezirk Gießen, Landkreis Limburg-Weilburg, Gemeinde Brechen

### Wirtschaftsgeschichte
Landwirtschaft war bis ins 20. Jahrhundert hinein der wichtigste Erwerbszweig der Werschauer Einwohner. Möglicherweise bis zum Anfang des 15. Jahrhunderts gab es Weinbau, der aber mit dem Ende der Mittelalterlichen Warmzeit eingestellt wurde. Bereits 1878 gab es erste Bemühungen um die Zusammenlegung der durch Erbteilung zersplitterten Landwirtschaftsflächen sowie den Ausbau der Feldwege. 1950 gab es noch 35 landwirtschaftliche Betriebe. Spätestens im Jahr 1472 bestand eine Wassermühle, die 1859 durch einen Neubau weiter bachaufwärts ersetzt wurde. Zum Ende des Jahres 1963 wurde der Mühlenbetrieb stillgelegt. Ein Wirtshaus ist erstmals 1613 erwähnt.
Im 18. Jahrhundert und möglicherweise bereits früher gab es Versuche des Abbaus von Eisen- und Silbererz, die aber weitgehend erfolglos blieben. Spätestens 1743 wurde für Bauarbeiten im Ort in der Gemarkung Sand abgebaut. Inzwischen befindet sich westlich des Orts eine große Kiesgrube.
Werschau hatte gemeinsam mit Neesbach, Nauheim und einigen anderen Märkern Anteil an einem ausgedehnten Markwald, der sich von Heringen und Kirberg bis nach Panrod zog. Noch im 20. Jahrhundert bestand dieser damals 57 Hektar große Gemeinschaftswald.

## Bevölkerung

### Einwohnerstruktur 2011
Nach den Erhebungen des Zensus 2011 lebten am Stichtag dem 9. Mai 2011 in Werschau 765 Einwohner. Darunter waren 30 (3,9 %) Ausländer. Nach dem Lebensalter waren 129 Einwohner unter 18 Jahren, 324 zwischen 18 und 49, 174 zwischen 50 und 64 und 135 Einwohner waren älter. Die Einwohner lebten in 321 Haushalten. Davon waren 87 Singlehaushalte, 102 Paare ohne Kinder und 105 Paare mit Kindern, sowie 24 Alleinerziehende und 6 Wohngemeinschaften. In 63 Haushalten lebten ausschließlich Senioren und in 335 Haushaltungen lebten keine Senioren.

### Einwohnerentwicklung
Für das Jahr 1684 sind in Werschau 23 Haushalte verbürgt. 1720 waren es 35 Haushalte, 1730 ist die Rede von 43 Männern und zwei Witwen im Ort und 1790 von 57 Häusern. 1803 werden 236 Einwohner erfasst. Die Einwohnerschaft wuchs bis 1970 auf 633 an und ist bis heute mehrheitlich katholisch.
| Werschau: Einwohnerzahlen von 1834 bis 2020 | Werschau: Einwohnerzahlen von 1834 bis 2020 | Werschau: Einwohnerzahlen von 1834 bis 2020 | Werschau: Einwohnerzahlen von 1834 bis 2020 | Werschau: Einwohnerzahlen von 1834 bis 2020 |
| --- | ------------------------------------------- | ------------------------------------------- | ------------------------------------------- | ------------------------------------------- |
| Jahr |                                             |                                             |                                             | Einwohner                                   |
| 1834 | 1834                                        |                                             | 428                                         | 428                                         |
| 1840 | 1840                                        |                                             | 461                                         | 461                                         |
| 1846 | 1846                                        |                                             | 478                                         | 478                                         |
| 1852 | 1852                                        |                                             | 455                                         | 455                                         |
| 1858 | 1858                                        |                                             | 465                                         | 465                                         |
| 1864 | 1864                                        |                                             | 486                                         | 486                                         |
| 1871 | 1871                                        |                                             | 462                                         | 462                                         |
| 1875 | 1875                                        |                                             | 406                                         | 406                                         |
| 1885 | 1885                                        |                                             | 421                                         | 421                                         |
| 1895 | 1895                                        |                                             | 385                                         | 385                                         |
| 1905 | 1905                                        |                                             | 388                                         | 388                                         |
| 1910 | 1910                                        |                                             | 414                                         | 414                                         |
| 1925 | 1925                                        |                                             | 411                                         | 411                                         |
| 1939 | 1939                                        |                                             | 394                                         | 394                                         |
| 1946 | 1946                                        |                                             | 569                                         | 569                                         |
| 1950 | 1950                                        |                                             | 577                                         | 577                                         |
| 1956 | 1956                                        |                                             | 536                                         | 536                                         |
| 1961 | 1961                                        |                                             | 526                                         | 526                                         |
| 1967 | 1967                                        |                                             | 573                                         | 573                                         |
| 1970 | 1970                                        |                                             | 633                                         | 633                                         |
| 1978 | 1978                                        |                                             | 673                                         | 673                                         |
| 1980 | 1980                                        |                                             | 727                                         | 727                                         |
| 1985 | 1985                                        |                                             | 763                                         | 763                                         |
| 1991 | 1991                                        |                                             | 764                                         | 764                                         |
| 1995 | 1995                                        |                                             | 788                                         | 788                                         |
| 2000 | 2000                                        |                                             | 757                                         | 757                                         |
| 2010 | 2010                                        |                                             | 759                                         | 759                                         |
| 2015 | 2015                                        |                                             | 715                                         | 715                                         |
| 2020 | 2020                                        |                                             | 776                                         | 776                                         |
| Datenquelle: Historisches Gemeindeverzeichnis für Hessen: Die Bevölkerung der Gemeinden 1834 bis 1967. Wiesbaden: Hessisches Statistisches Landesamt, 1968. Weitere Quellen: LAGIS; Gemeinde Brechen; Zensus 2011 |                                             |                                             |                                             |                                             |

### Historische Religionszugehörigkeit
| • 1885: | 12 evangelische (= 2,85 %), 409 katholische (= 97,15 %) Einwohner |
| • 1961: | 29 evangelische (= 5,51 %), 497 katholische (= 94,49 %) Einwohner |

## Infrastruktur

### Feuerwehr
Die Freiwillige Feuerwehr Werschau (gegründet 1927 und seit dem 1. Mai 1972 mit Jugendfeuerwehr) sorgt für den abwehrenden Brandschutz und die allgemeine Hilfe.

### Einrichtungen
- Kindergarten „Storchennest“ in der Hessenstraße

### Kommunikation / Internet
Der Ortsteil Werschau ist aufgrund der historisch erfolgten Telefon-Kupferverkabelung auf DSL-Technologie für die kabelgebundene Telekommunikation und Internet angewiesen. Nach der erfolgreichen Vorvermarktung erfolgte die Erschließung der Ortsgemeinde mit Glasfaserkabeln (FTTB/FTTH). Daneben ist ergänzend Mobilfunk als Kommunikations- und Internet-Alternative im Ortsbereich nahezu flächendeckend verfügbar. Die Abdeckung in der Gemeinde Brechen beträgt im Juli 2022 ca. 2 % für 5G, 94 % für 5G DSS, 100 % für LTE sowie ebenfalls 100 % für 2G.

## Kultur und Sehenswürdigkeiten

### Vereine
Folgende Vereine gestalten das Vereinsleben in Werschau:
- Freiwillige Feuerwehr Werschau, gegründet 1927 (seit 1. Mai 1972 mit Jugendfeuerwehr)
- Freundeskreis „Werschau-Courcy“
- Katholische Jugend Werschau
- Kirchenchor „St. Georg Werschau“
- Männergesangverein „Frohsinn 1889 Werschau“, ältester Verein in Werschau
- Obst-, Gartenbau- und Verschönerungsverein Werschau
- Tischtennisclub 1968 Werschau
- Werschauer Sportverein

### Kulturdenkmäler
Siehe Liste der Kulturdenkmäler in Werschau.

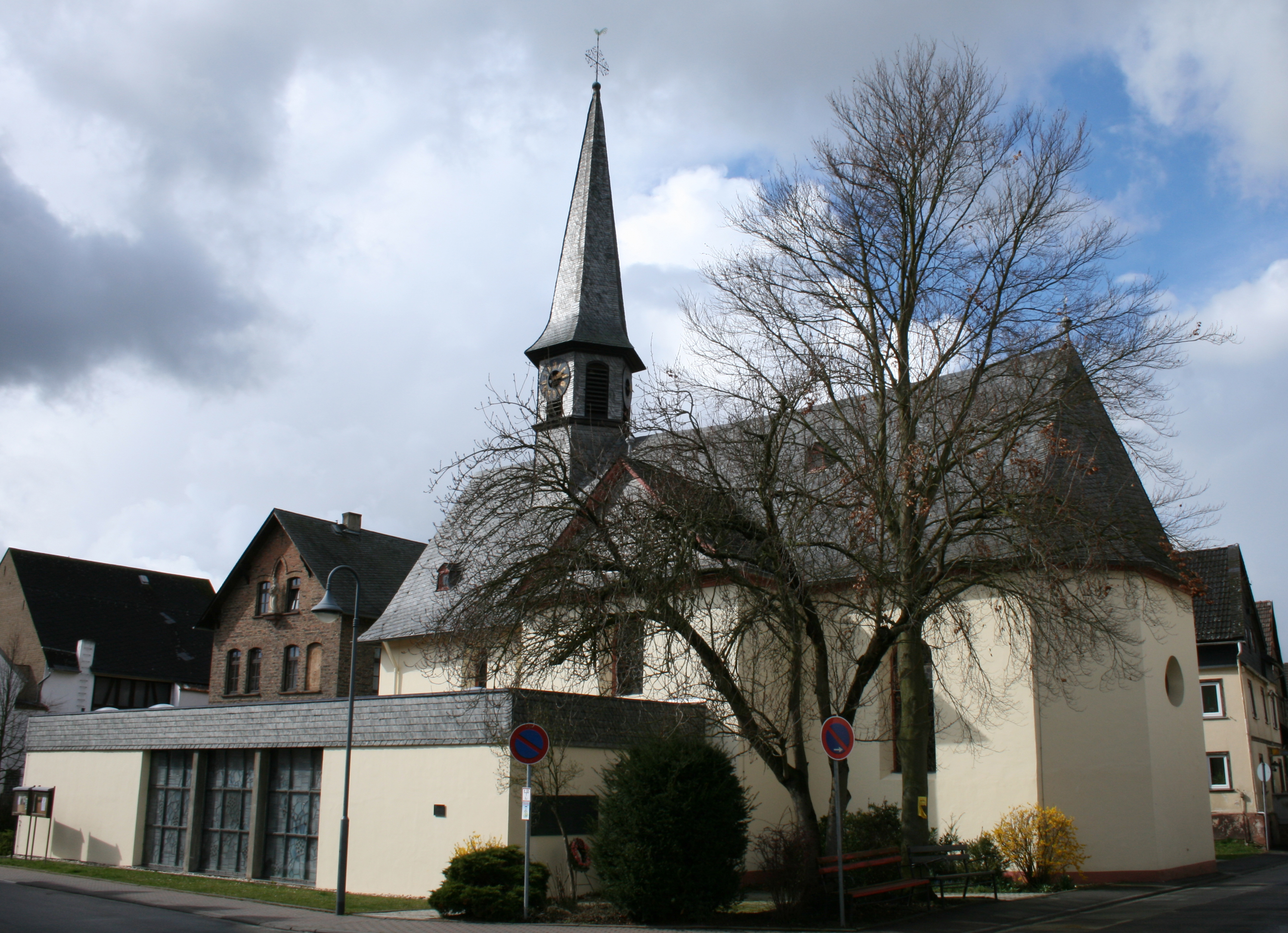
Pfarrkirche St. Georg
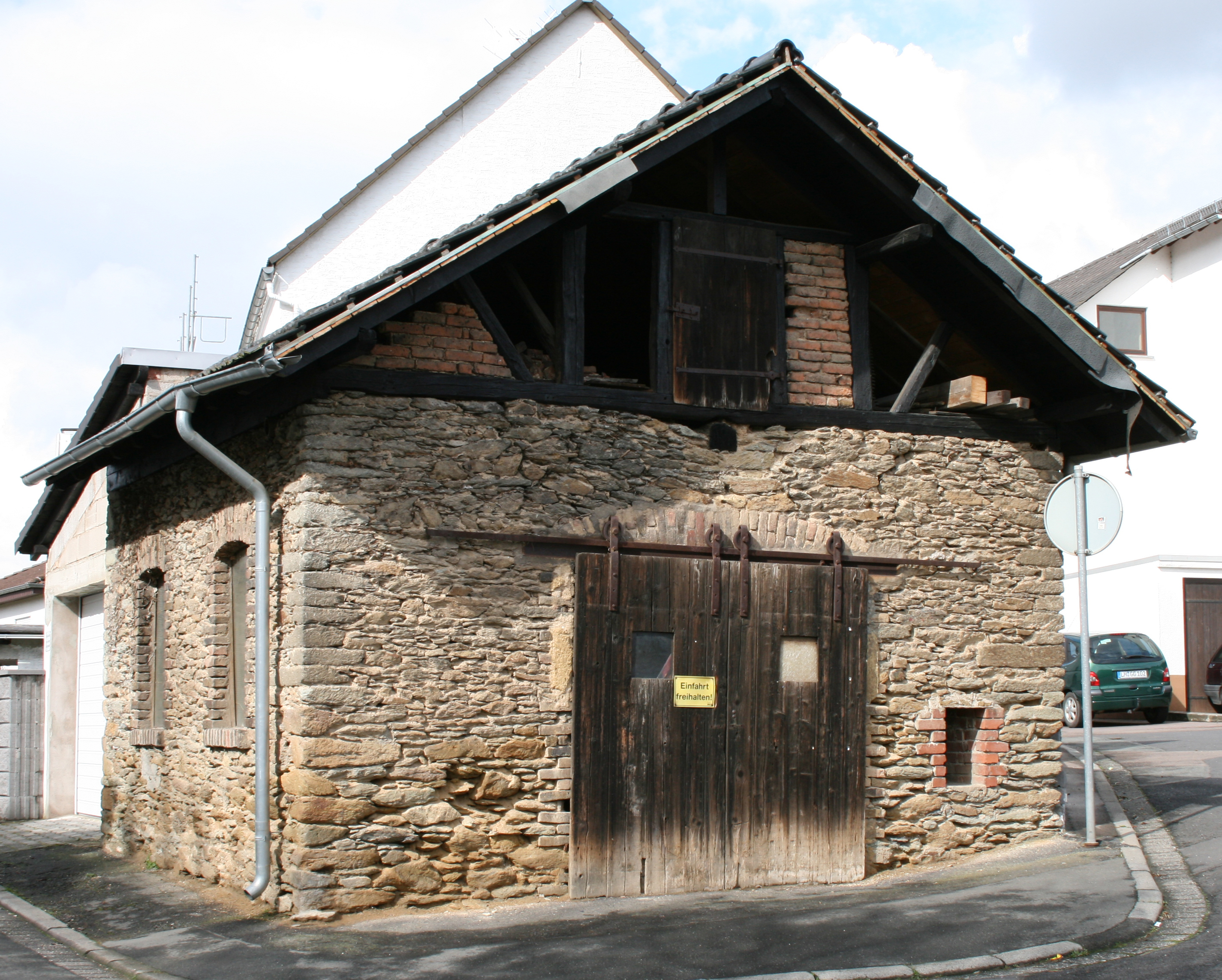
Alte Schmiede, unter Denkmalschutz